# Gianfranco Comotti

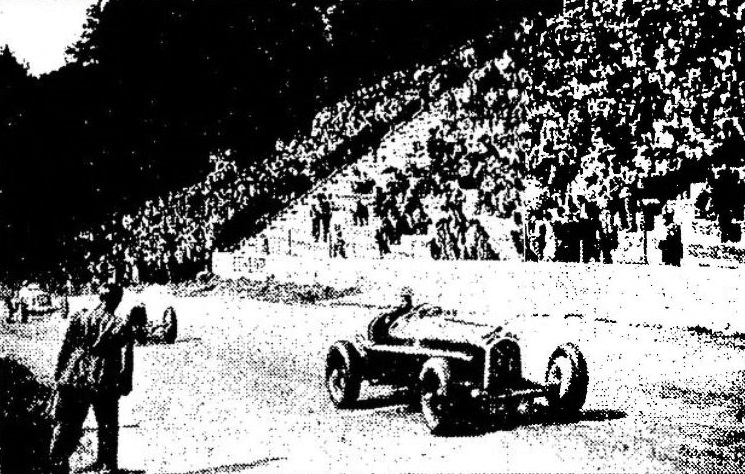
Franco Comotti vainqueur du Grand Prix du Comminges, en 1934 sur Alfa Romeo Tipo B.

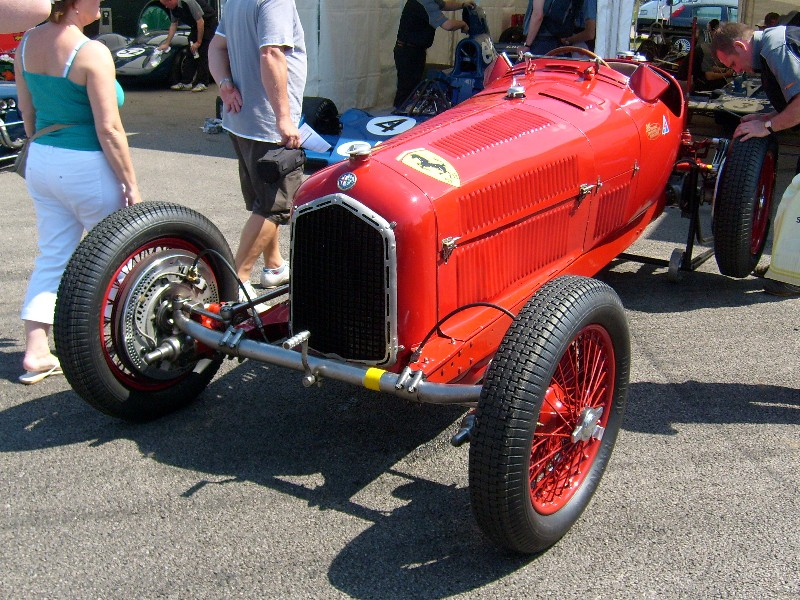
Une Alfa Romeo P3 Tipo B de la Scuderia Ferrari.

Gianfranco « Franco » Comotti, né le 24 juillet 1906 à Brescia et mort le 10 mai 1963 à Bergame, est un ancien pilote automobile italien ayant couru en monoplace et en voitures de sport. Il a vécu à Bergame et a travaillé dans le commerce des huiles mécaniques.

## Biographie
Commençant sa carrière en sport automobile  en 1928 sur Talbot (et Officine Meccaniche en voitures de sport), Gianfranco Comotti dispute deux Grands Prix de championnat du monde de Formule 1 entre 1950 et 1952. Il apparait pour la première fois dans ce type d'épreuve pour la course européenne de Monza, déjà sur une Talbot (de l'écurie Materassi).
En 1931 il gagne le Grand Prix voiturettes d'Alexandrie sur une Salmson française. En 1932 il est aussi deuxième à Rome sur ce type de véhicules.
En 1933, il remporte la Coppa Principessa di Piemonte sur Alfa Romeo 8C 2300. Il épouse à cette époque la pilote italienne Anna Maria Peduzzi (en), renommée et à la longévité en course exceptionnelle. Avec l'écurie Ferrari, il dispute à quatre reprises consécutives la Targa Abruzzi de 1932 (sa première année comme pilote officiel) à 1935 (sa dernière), épreuve dont il termine deuxième en 1935, troisième en 1934 et quatrième en 1933, sur des Alfa Romeo. Il est aussi deuxième du Tour d'Italie automobile en juin 1934 avec la marque, associé pour la circonstance à Archimède Rosa.
Deux mois plus tard, il remporte en août le neuvième Grand Prix du Comminges sur le circuit du même nom avec une Alfa Romeo Tipo B de l'équipe Ferrari, puis il termine troisième du Grand Prix d'Italie comme pilote d'appoint du comte Carlo Felice Trossi. Après une dixième place encore comme pilote d'appoint de Louis Chiron (le monégasque est officiel Ferrari en 1934 et 1935), il termine la saison cinquième à Naples. L'année suivante, il est encore quatrième du Grand Prix de Tunisie avec la Tipo B de Ferrari, puis cinquième à Bergame, troisième en Lorraine et deuxième de la Coppa Acerbo. Sa dernière participation avec Enzo Ferrari se fait lors de la Coppa Edda Ciano à Lucques, où il est deuxième derrière son équipier Mario Tadini. Notoirement anti-fasciste, il vient alors s'installer à Paris en 1936, se faisant embaucher l'année suivante par Tony Lago (en étant pilote testeur des véhicules clients).
Devenu conducteur officiel Talbot pour une saison et bien que pilote de réserve, sa plus belle victoire avant guerre arrive en 1937 lors du RAC Tourist Trophy, sur une voiture française, la Talbot-Darracq. Cette année est particulièrement fructueuse, puisqu'il est en effet encore deuxième du Grand Prix de l'ACF et troisième des 3 Heures de Marseille, sur une Talbot T150C: cette voiture a obtenu les trois premières places du Grand Prix français, plaçant en outre quatre véhicules dans les cinq premiers, grâce également à Louis Chiron son lauréat (que Comotti a retrouvé comme équipier), Albert Divo et Raymond Sommer, sur l'Autodrome de Linas-Montlhéry. L'Italien part alors pour l'Écurie Bleue de Delahaye et Harry Schell, où Ralph le supplantera. Il est néanmoins troisième du Grand Prix de Pau et quatrième de la Coppa Acerbo pour Delahaye en 1938.
Comotti ne dispute qu'une seule fois les 24 Heures du Mans, en 1938 associé à Albert Divo sur la Delahaye 145 (abandon). Sa dernière course avant l'arrêt imposé par les hostilités a lieu en 1940, lors des Mille Miglia, sur une Delage de Walter Watney.
Il est ensuite agent infiltré dans la partie italienne occupée par l'Allemagne hitlérienne. Découvert et condamné à mort, il ne doit son salut qu'à un compatriote « collaborateur ». 
Après la Deuxième Guerre mondiale, il retourne en France pour être le pilote d'essai de la Talbot-Lago T26C. Il termine quatrième du Grand Prix de Turin en 1947 puis encore quatrième du Grand Prix de l'ACF en 1948 sur celle-ci, après avoir été sixième de cette épreuve française l'année précédente. En 1950 il part à Milan comme pilote Maserati, d'essai et en course. Il est encore pour son ultime saison de présence, en 1952, troisième du Grand Prix de Naples et sixième du Grand Prix de Syracuse avec l'écurie Marzotto sur une ancienne Ferrari F2, puis septième du Grand Prix d'Albi à titre privé (hors championnat mondial). Son dernier podium arrive lors de la Coppa Inter-Europa de 1951 à Monza, avec une troisième place sur Cisitalia 202B Sport dans la course des 1,5 l. 
Ayant eu onze fois l'occasion de disputer les Mille Miglia entre 1928 et 1952, en près d'un quart de siècle, son meilleur classement est une neuvième place en 1933 (dixième en 1935 et onzième en 1932).
À partir de 1953, Il travaille pour les huiles BP en Afrique du Nord et en Méditerranée, jusqu'à sa mort dix ans plus tard. Il aura eu l'occasion de conduire de nombreuses voitures françaises avant guerre (Salmson, Talbot, Delahaye et Delage).

## Principales victoires

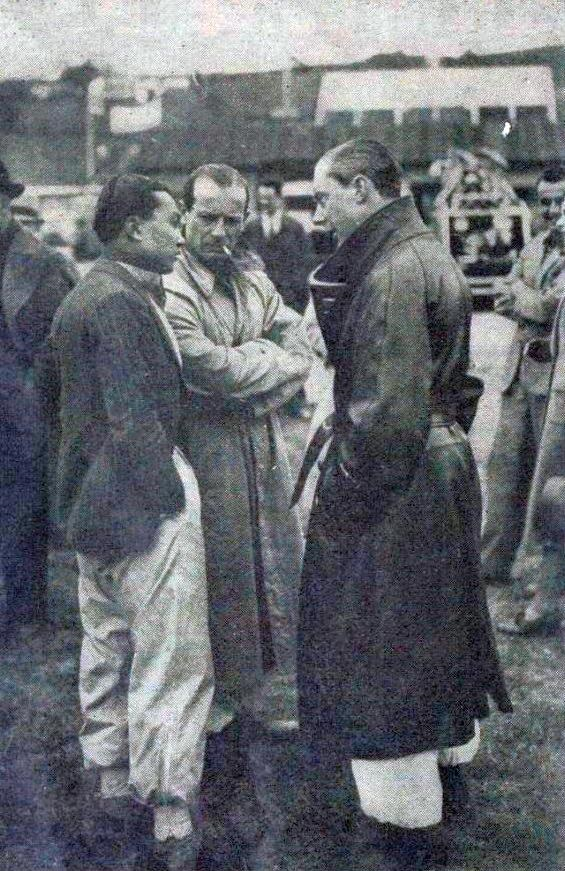
Grand Prix de Cork 1938, G. à D. Prince Bira (vainqueur), Gianfranco Comotti et René Dreyfus, en discussion avant le départ.

- 1933 : Coupe du Piémont (Alfa Romeo)
- 1934 : Grand Prix du Comminges (Alfa Romeo)
- 1937 : RAC Tourist Trophy (Talbot)